# Doris Russi Schurter
Doris Russi Schurter (* 18. Februar 1956 in Andermatt) ist eine Schweizer Rechtsanwältin und Managerin. Sie war von 2018 bis 2022 Verwaltungsratspräsidentin der Helvetia Versicherungen. Von 2017 bis 2021 präsidierte sie die Luzerner Kantonalbank.

## Ausbildung
Russi Schurter studierte Rechtswissenschaften und erwarb 1980 das Lizenziat an der Universität Freiburg sowie 1983 das urnerische Patent als Rechtsanwältin und Notarin. Danach absolvierte sie diverse Aus- und Weiterbildungen in der Schweiz und den USA, unter anderem an der Georgetown University und der Harvard Business School.

## Laufbahn
Russi Schurter war von 1983 bis 1992 Rechtsanwältin bei Fides Treuhandgesellschaft und KPMG Fides Basel. Von 1993 bis 2005 war sie bei der KPMG in Basel und Luzern tätig, wo sie als Rechtsanwältin und Partnerin verschiedene Führungspositionen innehatte, zuletzt von 1994 bis 2005 als Standortleiterin von KPMG Luzern. Sie war zudem von 2000 bis 2004 Präsidentin der Zentralschweizer Handelskammer (heute Industrie- und Handelskammer Zentralschweiz).
Seit 2005 war Russi Schurter selbstständige Rechtsanwältin in der Kanzlei Burger & Müller in Luzern, seit 2023 ist sie Konsulentin von ADLEGEM Rechtsanwälte in Luzern. 

## Mandate
Russi Schurter hält seit 2001 verschiedene Verwaltungsratsmandate. Bis im April 2022 war sie Präsidentin des Verwaltungsrates der Helvetia Versicherungen, sie übernahm das Amt im April 2018 von Pierin Vincenz. Sie ist zudem Mitglied des Verwaltungsrates der Swiss International Air Lines AG und Präsidentin der Vereinigung Schweizerischer Unternehmen in Deutschland (VSUD). Von 2010 bis 2021 war sie im Verwaltungsrat der Luzerner Kantonalbank, von 2017 bis 2021 als Präsidentin. Weiter war sie Mitglied des Verwaltungsrates der nationalen Netzgesellschaft Swissgrid und Präsidentin der Verwaltungsräte der LZ Medien Holding sowie der Patria Genossenschaft.  Sie gilt gemäss SRF als «eine der einflussreichsten Wirtschaftsfrauen» der Schweiz.
Als Mitglied des Stiftungsrates der Student Mentor Foundation Lucerne setzt sich Russi Schurter für günstigen Wohnraum für Studierende ein. Die Stiftung hat in Luzern Wohnmöglichkeiten für 280 Studierende geschaffen. Sie hat zudem die Stiftung Art Mentor Foundation Lucerne aufgebaut, die weltweit Projekte aus den Bereichen Bildende Kunst, Musik und Kulturelle Bildung fördert. Weiter war sie bis März 2018 elf Jahre lang Präsidentin des Universitätsvereins der Universität Luzern.

## Privates
Doris Russi Schurter ist mit dem Unternehmer Hans-Rudolf Schurter verheiratet, der als CEO und Verwaltungsratspräsident der Schurter Holding AG tätig war.